# Wojciech Kosiński
Wojciech Kosiński (ur. 17 września 1943 we Lwowie, zm. 9 kwietnia 2020 w Krakowie) – polski naukowiec, architekt, urbanista i wykładowca akademicki.

## Życiorys
Urodził się 17 września 1943 roku we Lwowie. Ukończył krakowskie III Liceum Ogólnokształcące a następnie studia na Wydziale Architektury Politechniki Krakowskiej w 1967 roku, uzyskując dyplom pod kierunkiem prof. Władysława Gruszczyńskiego. Następnie pozostał na uczelni jako pracownik naukowo-dydaktyczny, gdzie uzyskał stopień doktora nauk technicznych oraz w 2001 roku habilitację na podstawie pracy Aktywizacja turystyczna małych miast – aspekty architektoniczno-krajobrazowe. W 2012 roku odebrał nominację profesorską z rąk prezydenta Bronisława Komorowskiego.

## Dorobek naukowy
Był autorem ponad 300 prac i monografii naukowych.